# The Goddess (film 1934)
The Goddess (神女S, ShénnǚP) è un film muto del 1934, diretto da Wu Yonggang.

## Trama
Shanghai: costretta a prostituirsi per sopravvivere e poter garantire a suo figlio una buona istruzione, una donna viene ricattata da un meschino e violento individuo che non esita a portarle via i pochi soldi che guadagna, necessari per mangiare e coprire le spese scolastiche del bambino. Esasperata dalla situazione e rimasta senza denaro, la donna, in un accesso di ira, uccide il protettore e viene condannata a dieci anni di carcere. In galera, l'unica preoccupazione della donna è l'avvenire di suo figlio, finito temporaneamente in orfanotrofio; il preside della scuola in cui studiava il bambino - l'unica persona che aveva concesso un minimo di sostegno alla donna - le fa visita in prigione e le rivela di aver avviato le pratiche per adottarlo, garantendogli di fatto un futuro e togliendo un gran peso al cuore della povera donna.